# Miasto Krk
Miasto Krk (chorw. Grad Krk) – jednostka administracyjna w Chorwacji, w żupanii primorsko-gorskiej. W 2011 roku liczyła 6281 mieszkańców.